# 神圣的爱与世俗的爱
《神圣的爱与世俗的爱》（義大利語：  Amor Sacro e Amor Profano) 是意大利文艺复兴画家提香的一幅油画，创作于 1514 年。

## 历史
据推测，这幅画是威尼斯十人团的秘书尼科洛·奥雷里奥（Niccolò Aurelio）委托画家创作的，因为在画中的石棺上，出现了他的纹章，用于庆祝他与年轻寡妇劳拉·巴加罗托（Laura Bagarotto）缔结良缘。画作描绘的可能是一位身穿白衣的新娘，其右侧是丘比特和女神维纳斯。
这幅作品于 1608 年被教皇保罗五世的侄子、主要收藏家和艺术赞助人枢机主教博尔盖塞买下。现藏于罗马博尔盖塞美术馆。
《神圣的爱与世俗的爱》这个名字最早见于1693年的一份目录，但有可能根本不代表最初的意义。